# Te Deum
Te Deum, Tedeum eller ambrosiansk lovsang kaldes en allerede i oldtiden almindelig brugt hymne til Treenighedens pris, Te Deum laudamus ("Vi love dig, Gud"), efter de første ord også kaldet Tedeum. Man henførte den til den store hymnedigter Ambrosius; legenden ville endog vide, at hymnen blev til i den påskenat, da Ambrosius døbte Augustinus: ved guddommelig indskydelse havde Ambrosius istemt hymnen, og Augustinus havde fortsat. Ambrosiansk lovsang er imidlertid en gammel østerlandsk hymne, der er blevet oversat til latin.
Ved almindelig katolsk gudstjeneste har den stedse på de allerfleste festdage været stående lovsang. I Middelalderen gengav man hymnen i folkelige oversættelser. Luther oversatte den 1529 (Herr Gott, Dich loben wir), og den blev brugt ved de fleste lutherske gudstjenester, udført af to kor, der svarede hinanden. I dansk og norsk salmebog findes den gengivet (O store Gud, vi love dig, (Den Danske Salmebog 2003 nr. 9).